# Bertrand Bessières
Bertrand Bessières, född den 6 januari 1773 i Prayssac nära Cahors, död den 15 november 1854 i Chantilly, var en fransk baron och militär. Han var bror till Jean-Baptiste Bessières.
Bessières deltog i fälttåget till Egypten och blev brigadgeneral 1805, varefter han fick avsked och drog sig tillbaka till privatlivet. 